# Microlengua
Una microlengua o lengua literaria menor es aquella lengua que está limitada en ambos sentidos estructurales y territoriales. En estos grupos de lenguas, se puede observar particularidades de hechos históricos, culturales, políticos, y religiosos únicos de la zona de procedencia. A veces, estos hablantes están completamente desconectados de la lengua estándar propia del país habitado. Según la persona, una microlengua se puede considerar únicamente como dialecto o variedad regional de su lengua determinada
Según David Crystal, de la Universidad de Cambridge, hay más de tres mil lenguas en el mundo que no alcanzan siquiera el millar de hablantes.
Entre las lenguas de México existen muchas comunidades lingüísticas que son conformadas por unas decenas de personas. En el caso especial de los kiliwa, en la década de 1970 se documentó un proceso que se dio en llamar suicidio étnico, consistente en que los miembros del grupo habían decidido no seguirse reproduciendo biológica y socialmente. Claro que se trataba de un proceso inconsciente para el grupo y percibido para el antropólogo que realizó la etnografía. Esto explicaría que los más jóvenes hablantes de kiliwa sean en la actualidad personas de treinta años. 
Las microlenguas tienen una dinámica especialísima, y acerca de esta y su significado ha reflexionado Gregorio Salvador, que no les es precisamente favorable:

El drama está en esos cuantos centenares de millones de seres que poseen por su propia condición humana la facultad de hablar, pero que solamente conocen una lengua que comparten con unos pocos miles de coterráneos, cuando no simplemente algunos centenares o incluso menos. Confinados en su propia lengua, su perspectiva vital se reduce a los estrictos límites de sus afanes cotidianos y desconocen el mundo en que viven y se hallan, así, totalmente indefensos entre sus asechanzas... Hay que enseñar las lenguas generales, lenguas de intercambio, convertir en bilingües a todos esos seres aislados tristemente en una lengua local o tribal, generalmente analfabeta, es decir, sin escritura, sin horizonte. El plurilingüismo personal enriquece al individuo, el multilingüismo planetario es una desgracia que nos debe afectar solidariamente a todos y nos debe inducir a desechar determinadas ideas circulantes, de estirpe romántica, y a dirigir nuestros esfuerzos no hacia la artificial conservación de lenguas menores sino a conseguir recuperar para el disfrute de todos los logros y beneficios que ha ido alcanzando, siglo tras siglo, la comunidad humana, instalándolos en eso que ahora llamamos la aldea global, a todos aquellos millones de seres marginados e incomunicados en sus diminutas aldeas lingüísticas.

## Lenguas más amenazadas
Se indican por regiones y número de sus hablantes.
| Lenguas más amenazadas                                    | Lenguas más amenazadas | Lenguas más amenazadas |
| --------------------------------------------------------- | ---------------------- | ---------------------- |
| Región                                                    | Lenguas                | Número de hablantes    |
| Meseta del Pacífico noroccidental (Estados Unidos-Canadá) | Ktunaxa                | 10                     |
| Meseta del Pacífico noroccidental (Estados Unidos-Canadá) | Siletz Dee-ni          | 5                      |
| Meseta del Pacífico noroccidental (Estados Unidos-Canadá) | Haida del sur          | 10                     |
| Oklahoma y sudoeste de los Estados Unidos                 | Cahuilla               | 20                     |
| Oklahoma y sudoeste de los Estados Unidos                 | Mojave                 | 7                      |
| América del Sur septentrional                             | Tinigua                | 1                      |
| América del Sur septentrional                             | Totora                 | 5                      |
| América del Sur septentrional                             | Záparo                 | 5                      |
| América del Sur central                                   | Muniche                | 5                      |
| América del Sur central                                   | Taushiro               | 1                      |
| América del Sur central                                   | Uru                    | 1                      |
| América del Sur meridional                                | Ofaye                  | 2                      |
| América del Sur meridional                                | Vilela                 | 2                      |
| África meridional                                         | N\|u                   | 8                      |
| África meridional                                         | Xiri                   | 85                     |
| África oriental                                           | Ngasa                  | 300                    |
| África oriental                                           | Nindi                  | 100                    |
| África oriental                                           | Omotik                 | 50                     |
| Australia septentrional                                   | Gurdanji               | 5                      |
| Australia septentrional                                   | Mati Ke                | 10                     |
| Australia septentrional                                   | Nyikina                | 50                     |
| Melanesia occidental                                      | Piru                   | 10                     |
| Melanesia occidental                                      | Usku                   | 25                     |
| Melanesia occidental                                      | Woria                  | 10                     |
| Taiwán y Filipinas                                        | Arta                   | 5                      |
| Taiwán y Filipinas                                        | Babuza                 | 5                      |
| Taiwán y Filipinas                                        | Pazeh                  | 1                      |
| Sudeste asiático                                          | Arem                   | 40                     |
| Sudeste asiático                                          | Buxinhua               | 200                    |
| Sudeste asiático                                          | Gelao rojo             | 20                     |
| Siberia oriental                                          | Medny Aleut            | 20                     |
| Siberia oriental                                          | Orok                   | 20                     |
| Siberia oriental                                          | Tundra Yukaghir        | 50                     |
| Siberia central                                           | Enets                  | 50                     |
| Siberia central                                           | Os                     | 15                     |
| Siberia central                                           | Selkup del sur         | 2                      |